# Pharsalia (Nueva York)
Pharsalia es un pueblo ubicado en el condado de Chenango en el estado estadounidense de Nueva York. En el año 2000 tenía una población de 542 habitantes y una densidad poblacional de 5.4 personas por km².

## Geografía
Pharsalia se encuentra ubicado en las coordenadas 42°35′33″N 75°44′22″O / 42.59250, -75.73944.

## Demografía
Según la Oficina del Censo en 2000 los ingresos medios por hogar en la localidad eran de $35,417, y los ingresos medios por familia eran $37,917. Los hombres tenían unos ingresos medios de $25,833 frente a los $18,750 para las mujeres. La renta per cápita para la localidad era de $17,752. Alrededor del 22.1% de la población estaban por debajo del umbral de pobreza.